# Castrillón
Castrillón település Spanyolországban, Asztúria autonóm közösségben. Castrillón Avilés, Corvera de Asturias, Candamu, Illas és Soto del Barco községekkel határos. Lakosainak száma 22 124 fő (2024).

## Népesség
A település népessége az utóbbi években az alábbiak szerint változott:
| Lakosok száma | 22 524 | 22 889 | 22 772 | 22 894 | 22 950 | 22 816 | 22 490 | 22 376 | 22 235 | 22 124 |
|               | 2001   | 2004   | 2007   | 2009   | 2012   | 2014   | 2017   | 2019   | 2022   | 2024   |